# Milčetići
Milčetići su priobalno naselje u Hrvatskoj u sastavu općine Malinske – Dubašnice. Nalaze se u Primorsko-goranskoj županiji.

## Zemljopis
Nalaze se na otoku Krku. Jugozapadno su Zidarići, Turčić i Vantačići, sjeverozapadno je Porat, istočno su Bogovići, sjeveroistočno su Malinska i Radići, istočno su Kremenići, jugoistočno su Žgombići, Milovčići i Oštrobradić, južno je Sveti Anton.

## Stanovništvo
| broj stanovnika | 73    | 80    | 81    | 88    | 88    | 81    | 86    | 92    | 78    | 66    | 63    | 49    | 61    | 62    | 251   | 245   | 251   |
|                 | 1857. | 1869. | 1880. | 1890. | 1900. | 1910. | 1921. | 1931. | 1948. | 1953. | 1961. | 1971. | 1981. | 1991. | 2001. | 2011. | 2021. |